# Caldonazzo
Caldonazzo là một đô thị ở Valsugana, trong tỉnh Trento, bắc nước Ý.
Đô thị này có các đơn vị dân cư: Brenta, Lochere, Monterovere, Piatéle, Giàmai, Dossi, Bagiàni, Maso Stanchi, Maso Bernabè, Maso Gasperi, Maso alla Costa